# Kennkarte

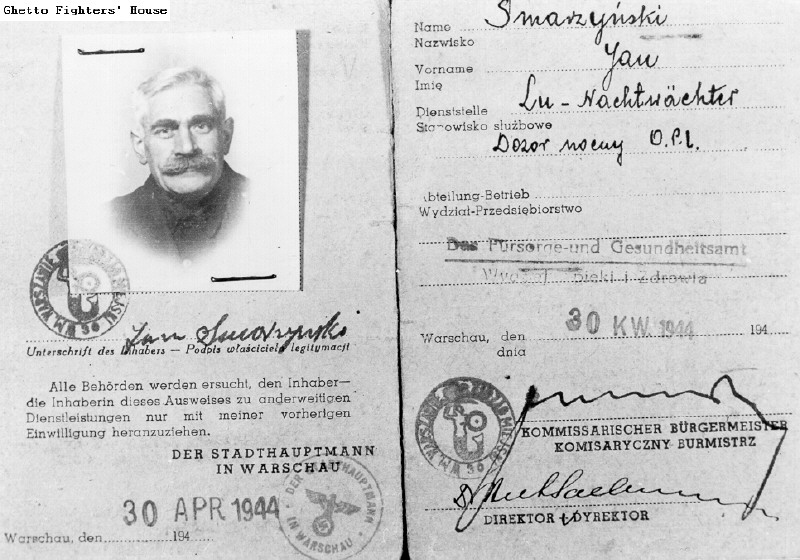
Kennkarte "aria" falsificada de Jankiel Wiernik, superviviente de Treblinka.

Desde julio de 1938 la Kennkarte fue el documento básico de identidad durante el III Reich. Normalmente se obtenían en los precintos policiales con el sello oficial estampado. Todo ciudadano alemán estaba obligado a portar la documentación en caso de que las autoridades pregunten por él. Tras el inicio de la II Guerra mundial, la documentación entró en vigor en los demás territorios ocupados.
Las Kennkarte consistían en folios de aproximadamente 30 x 14 centímetros encuadernados en dos láminas de 10 x 14 centímetros. El color de la misma se basaba en el grupo étnico de la persona: gris para los polacos, amarillo para los judíos y gitanos, azul para rusos, ucranianos, bielorrusos, georgianos y los ciudadanos de la región de Podhale. Aparte, las letras impresas señalaban la nacionalidad: J para los judíos, U para los ucranianos, R para los rusos, W para los bielorrusos, K para los georgianos, G para los de Podhale (conocidos por "Goralenvolk") y Z para los gitanos.
En Polonia, donde recibieron el nombre de "Kenkarta", fueron entregados a residentes de 15 o más años. A menudo, estas eran falsificadas por la Resistencia polaca

## En la Polonia Ocupada
En las primeras semanas de la ocupación alemana todavía eran válidos los documentos de identidad de la Segunda República. A partir del 26 de octubre de 1939, Hans Frank anunció la entrada en vigor de los Kennkarten, los cuales no se empezaron a repartir desde junio de 1941 a 1943.
Para obtener una, el solicitante debía rellenar un formulario y entregar varios documentos: certificado de nacimiento, documento de identidad previo a la guerra, y certificado de matrimonio (en algunos casos). Los ciudadanos polacos de raíces alemanas estaban obligados a realizar una declaración formal de que pertenecían a la raza aria. A estos se les tomaba la huella dactilar.